# Kuskowo (Bronoszewice)
Bronoszewice – część wsi Bronoszewice w Polsce, położona w województwie mazowieckim, w powiecie sierpeckim, w gminie Gozdowo.
Dawniej gromada w gminie Lelice w powiecie płockim.
W latach 1975–1998 miejscowość administracyjnie należała do województwa płockiego.